# Hipposideros inornatus
Hipposideros inornatus là một loài động vật có vú trong họ Dơi nếp mũi, bộ Dơi. Loài này được McKean mô tả năm 1970.

## Hình ảnh

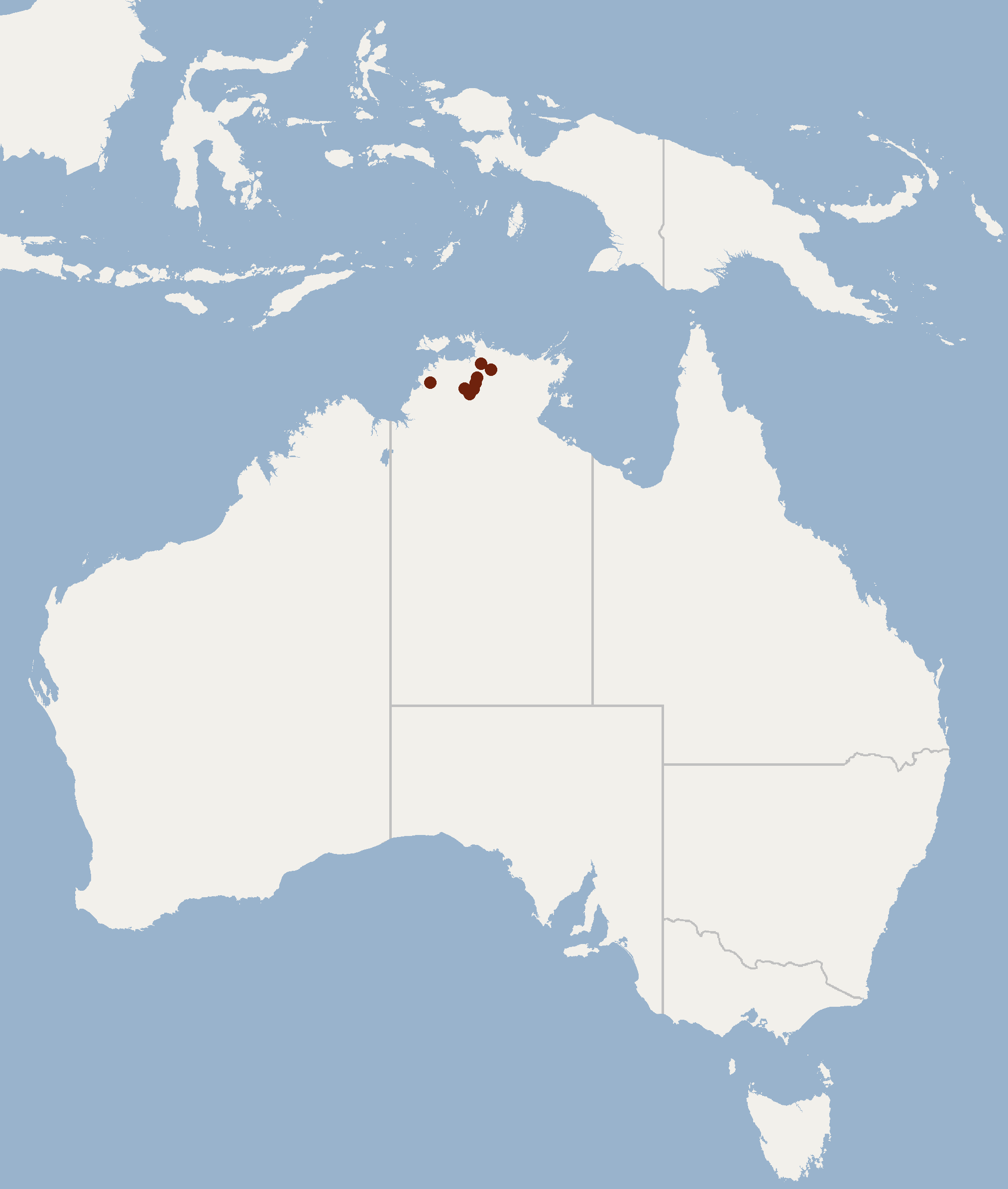